# World Cyber Games 2007

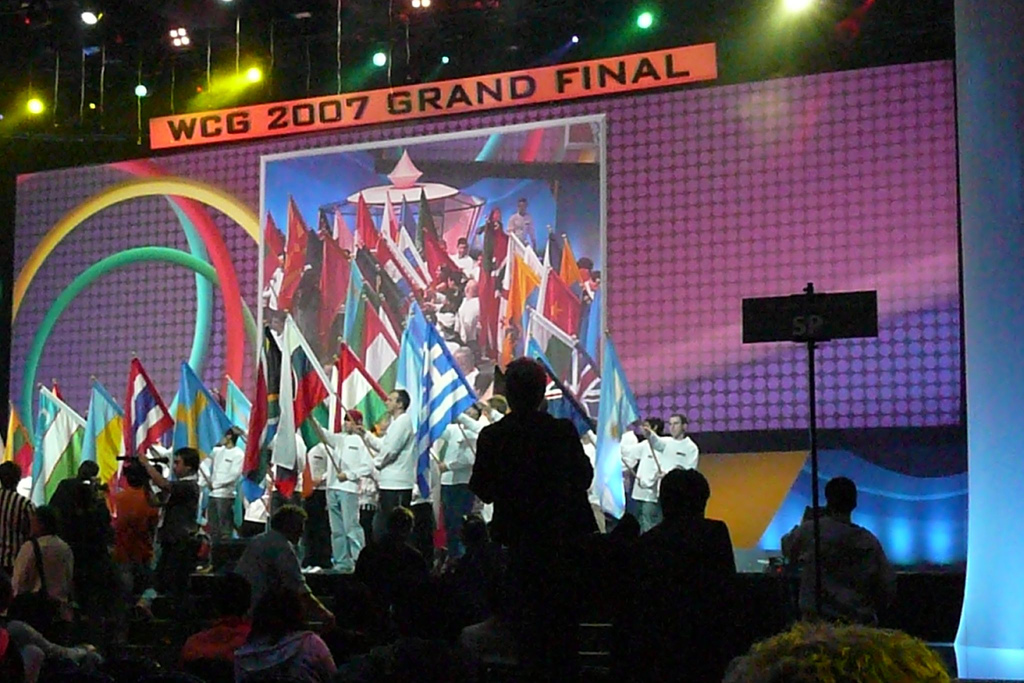
Cerimonia d'apertura dei World Cyber Games 2007

I World Cyber Games 2007 si sono svolti a Seattle, Stati Uniti, dal 3 ottobre al 7 ottobre 2007. L'evente ospitava oltre 700 giocatori da più di 70 Paesi.

## Giochi Ufficiali

### PC
- Age of Empires III: The WarChiefs
- Carom3D
- Command & Conquer 3: Tiberium Wars
- FIFA 07
- Counter-Strike 1.6
- Need for Speed: Carbon
- StarCraft: Brood War
- Warcraft III: The Frozen Throne

### Xbox 360
- Dead or Alive 4
- Gears of War
- Project Gotham Racing 3
- Tony Hawk's Project 8

## Risultati
| 2007                    | Gold            | Silver        | Bronze         | 4th            |
| Age of Empires III      | iamgrunt        | parfait       | SkWzZ_Phoenix  | kivenkantaja   |
| Carom3D                 | TheVilMan       | Duccio        | iOi_BR         | cain21         |
| Command and Conquer 3   | d.Apollooo      | Xeon          | a-L.Dackel     | Brossea        |
| Counter-Strike          | eMulate         | NoA           | Amazing Gaming | eMg            |
| FIFA 07                 | SK.Hero         | Delfin-1      | [LnX]Slavkov   | SK.Mario       |
| Need for Speed          | playArt_SpeedNG | Steffan       | Alan           | PGS]Chris      |
| StarCraft: Brood War    | Stork           | CN.Pj         | ToT)Mondragon( | MYM.White-Ra   |
| Warcraft 3              | 4K-Creolophus   | WE.SKY        | MYM]Moon       | fnatic.XyLigan |
| Dead or Alive 4         | black_mamba     | SkatanMilla   | perfect_legend | sarafan        |
| Gears of War            | InFiNiTy        | QualityGaming | Infused-Gaming | Malice         |
| Project Gotham Racing 3 | Handewasser     | chompr        | D2C-BURBERRYqq | rolfu          |
| Tony Hawk's Project 8   | DuVaL_AK47      | Zaccubus      | plan-B_WC_Ente | Ripcurl        |

## Medagliere
| Nazione       | O | A | B |
| ------------- | - | - | - |
| Stati Uniti   | 3 | 2 | 1 |
| Brasile       | 2 | 0 | 1 |
| Corea del Sud | 2 | 0 | 1 |
| Germania      | 1 | 1 | 2 |
| Paesi Bassi   | 1 | 1 | 0 |
| Regno Unito   | 1 | 0 | 1 |
| Francia       | 1 | 0 | 0 |
| Norvegia      | 1 | 0 | 0 |
| Cina          | 0 | 2 | 0 |
| Danimarca     | 0 | 1 | 0 |
| Italia        | 0 | 1 | 0 |
| Svezia        | 0 | 1 | 0 |
| Spagna        | 0 | 1 | 0 |
| Austria       | 0 | 0 | 1 |
| Bulgaria      | 0 | 0 | 1 |
| Taiwan        | 0 | 0 | 1 |
| Russia        | 0 | 0 | 1 |
| Ucraina       | 0 | 0 | 1 |